# Квін-Веллі (Аризона)
Квін-Веллі (англ. Queen Valley) — переписна місцевість (CDP) в США, в окрузі Пінал штату Аризона. Населення — 967 осіб (2020).

## Географія
Квін-Веллі розташований за координатами 33°16′24″ пн. ш. 111°19′4″ зх. д. / 33.27333° пн. ш. 111.31778° зх. д. (33.273225, -111.317862).  За даними Бюро перепису населення США в 2010 році переписна місцевість мала площу 25,22 км², з яких 25,21 км² — суходіл та 0,01 км² — водойми.

## Демографія
Згідно з переписом 2010 року, у переписній місцевості мешкало 788 осіб у 398 домогосподарствах у складі 276 родин. Густота населення становила 31 особа/км².  Було 621 помешкання (25/км²).
Расовий склад населення:
| - 93,5 % — білих - 1,4 % — азіатів - 0,9 % — корінних американців - 0,4 % — чорних або афроамериканців - 2,2 % — осіб інших рас |

До двох чи більше рас належало 1,6 %. Частка іспаномовних становила 6,7 % від усіх жителів.
За віковим діапазоном населення розподілялося таким чином: 7,7 % — особи молодші 18 років, 46,9 % — особи у віці 18—64 років, 45,4 % — особи у віці 65 років та старші. Медіана віку мешканця становила 63,1 року. На 100 осіб жіночої статі у переписній місцевості припадало 102,1 чоловіків;  на 100 жінок у віці від 18 років та старших — 100,3 чоловіків також старших 18 років.
Середній дохід на одне домашнє господарство  становив 101 265 доларів США (медіана — 38 500), а середній дохід на одну сім'ю — 37 688 доларів (медіана — 31 653). 
Цивільне працевлаштоване населення становило 110 осіб. Основні галузі зайнятості: фінанси, страхування та нерухомість — 26,4 %, сільське господарство, лісництво, риболовля — 26,4 %, науковці, спеціалісти, менеджери — 12,7 %, транспорт — 10,9 %.